# Живот пише романе али нема ко да их чита
„Живот пише романе али нема ко да их чита” је југословенски кратки филм из 1981. године. Режирао га је Ратко Орозовић који је написао и сценарио.

## Улоге
| Глумац          | Улога  |
| --------------- | ------ |
| Миодраг Брезо   |        |
| Ранко Гучевац   |        |
| Фахро Коњхоџић  |        |
| Милутин Мићовић |        |
| Заим Музаферија |        |
| Нада Пани       |        |
| Нермин Тулић    |        |
| Павле Вуисић    | Остоја |